# الشهيباء (القصيم)
مركز الشهيباء  غرب منطقة القصيم وتبعد عن وادي الجرير 4 كم .

## التاريخ
الشهيباء مؤسسها ضيف الله بن باتع العفيش ونزل فيها هو وربعه العفشة وسكنو بها والآن مركز كبير بسكان والمسكان وتبعد عن الوادي المشهور وادي الجرير حوالي 4 كم . اللذي يصب في وادي الرمة

## السكان
يبلغ عدد سكان الشهيباء 1.700 نسمة وسكانها هم العفشة من الحوامضة من بني عمرو من حرب

## الموقع الجغرافي
تقع غرب منطقة القصيم وتبعد عن مدينة بريدة 250 كم . وعن محافظة الرس 200 كم.وعن محافظة عقلة الصقور 82 كم.

## المناخ
المناخ قاري صحراوي، حار جاف صيفًا بارد مُمطر شتاء، وتبلغ درجة الحرارة صيفًا 45°م، وفي الشتاء تصل 3- ما دون الصفر ومتوسط سقوط المطر 145 ملم.